# Гэвэноаса
Гэвэноаса (рум. Găvănoasa, рус. Гаваноаса) — село в Кагульском районе Молдавии. Является административным центром коммуны Гэвэноаса, включающей также сёла Николаевка и Владимировка.

## География
Село расположено на высоте 90 метров над уровнем моря.

## Население
По данным переписи населения 2004 года, в селе Гэвэноаса проживает 1296 человек (641 мужчина, 655 женщин).
Этнический состав села:
| Национальность | Число жителей | Процентный состав |
| -------------- | ------------- | ----------------- |
| молдаване      | 680           | 52.47             |
| украинцы       | 354           | 27.31             |
| гагаузы        | 172           | 13.27             |
| русские        | 28            | 2.16              |
| болгары        | 28            | 2.16              |
| цыгане         | 14            | 1.08              |
| румыны         | 13            | 1.0               |
| прочие         | 7             | 0.54              |
| Всего          | 1296          | 100%              |